# Tân Hiệp, Hóc Môn
Tân Hiệp là một xã thuộc huyện Hóc Môn, Thành phố Hồ Chí Minh, Việt Nam.
Xã Tân Hiệp có diện tích 11,97 km², dân số năm 2021 là 34.107 người,  mật độ dân số đạt 2.849 người/km².

## Hành chính
Xã Tân Hiệp được chia thành 5 ấp gồm: Tân Thới 1, Tân Thới 2, Tân Thới 3, Thới Tây 1, Thới Tây 2.

## Kinh tế
Nguồn thu từ sản xuất nông nghiệp, dịch vụ và buôn bán nhỏ.

## Di tích lịch sử
Xã có Chùa Hoằng Pháp được xây dựng từ 1957 khá nổi tiếng.
Tục truyền thời Tây Sơn, tướng quân Trương Văn Đa trên đường chinh phục qua Nam Vang đã có những trận đánh lớn ở cánh đồng xã Tân Hiệp. Quân lính sau trận đánh phần bị thương, phần ở lại để giữ trận địa nên trở thành những người dân lập ấp đầu tiên của xã.